# Hajnal János (festő)
Hajnal János (Giovanni Hajnal) (Budapest, 1913. augusztus 27. – Róma, 2010. október 9.) magyar születésű olasz festőművész, illusztrátor, az ólomüveg ablakok és mozaikok egyik legnagyobb kortárs alkotója. 

## Életrajz
Budapesten született az első világháború előtti utolsó békeévben. A Képzőművészet Főiskolán Aba-Novák Vilmos növendékeként szerzett diplomát 1944-ben. Nagy murális tehetsége okán ösztöndíjat kapott, amivel Frankfurt am Main, Stockholm és Róma akadémiáin tanult. Művészi pályafutását könyvillusztrátorként kezdte, amit később is folytatott.
Tizennyolc évesen az első útja Olaszországba vezetett; Budapestről gyalogosan Firenzébe ment, hogy megcsodálja az olasz művészet alkotásait. Feleségét 1943-ban ismerte meg. Lányuk még Magyarországon született, majd 1948-ban, harmincöt évesen végleg Rómába költözött. Ezt követően elsősorban az ólomüvegművészetre és a mozaikokra összpontosított. 1958-ban, művészi érdemeire tekintettel, megkapta az olasz állampolgárságot.
1992-ben kiérdemelte a Magyar Köztársasági Érdemrend tisztikeresztjét, a legmagasabb magyar becsületrendet a kultúra területén. A Budapesti Képzőművészeti Egyetem Magister Rerum Artium Honoris Causa címmel ruházta fel, egyhangú szavazattal. 2002-ben Carlo Azeglio Ciampi köztársasági elnök az Olasz Köztársasági Érdemrend parancsnoki fokozatával tüntette ki.
2010. október 9-én Rómában halt meg, 97 éves korában.

## Művei
Hajnal együttműködése a Milánói dóm Veneranda Fabbricájával 1953-ra nyúlik vissza, amikor elnyerte a három 35 m²-es festett üvegablak építését a Dóm homlokzatára. Az ablakokat 1955-ben készítette el, címük az Egyház (magassága 5,75 m), a Szentháromság (magasság 9,50 m) és a Zsinagóga (5,75 m). Szintén a milánói dómban, 1989-ben egy nagy ablakot készített, amely 25 m²-es és körülbelül 18 m magas, az ún. Bíborosok ablakát a jobb külső hajóban, amely a Milánói főegyházmegye két főpásztorát, boldog Alfredo Ildefonso Schuster bíborost és boldog Andrea Carlo Ferrari bíborost ábrázolja. Ezzel a munkával fejeződött be a 15. század óta a Dóm számára készült festett üvegablakok sorozata.

### Ólomüvegablakok a vatikáni VI. Pál-teremhez
Hajnal hírnevét a nagy ovális ablakok megvalósítása jelentette, amelyek a Vatikánban, a VI. Pál-terem belsejében világítanak, a tervező Pier Luigi Nervi csarnokában, az Aula Nerviben. Az 1971-ben megnyitott 12 000 fő befogadására alkalmas termet parabolikus boltozat fedi le, amely a nyilvánosság figyelmét a színpadra összpontosítja, ahol Pericle Fazzini 1977-ben létrehozta a Feltámadás című bronzszobrát. Hajnal két ablaka összesen 180 m²-t tesz ki.

### Egyéb ablakok
Rómában Hajnal festett üvegablakai megcsodálhatók a San Leone Magno, a Santa Maria Goretti, a Sant'Angela Merici és a San Pietro Nolasco templomokban, a skót kollégiumban, a kanadai nemzeti templomban, Santa Francesca Romana bazilikájában, az új Rebibbia börtönben, a Svéd Szent Brigitta-templomban, a Piazza Farnesén, a Szent Brigitta-kolostortemplomban, Róma Olgiata kerületében, a Szent Orsolya-rend nővéreinek Via Nomentán lévő római kolostorában, és így tovább. Legkésőbbi római művei közül a legjelentősebb a Santa Maria Maggiore bazilika homlokzatának rózsaablakja (450 cm átmérőjű), 1995-ből.
Hajnal festett üvegablakokat hozott létre számos más településen is, úgymint Velletri, Vetralla, Prato, Gaeta, Teramo, Frosinone, Avezzano, Carpinello Casciano (Nápoly), Milánó (Sant'Angela Merici-templom), Catania, Udine, Castagno d'Elsa (Toszkána), Bari, Sorrento, Lavello (Potenza), Chieti, L’Aquila, Formia, Tarquinia, Carsoli, Latina, Montevergine szentélye stb. Legkésőbbi munkái közül különösen fontos a három monumentális ólomüvegablak: a 263 m²-es Szentháromság, amelyet 1999-ben a paolai Basilica San Francesco da Paola templomban készített (Cesena). Alkotott még ablakokat São Paulo metropoliszban (Brazília), Hartfordban, Oaklandben, Luzernben stb. Legkéseibb külföldön végzett munkáki közül érdemes megemlíteni a három csodálatos üvegablakot a spanyolországi Palma de Mallorca székesegyházán (1995).

### Mozaikművei
Hajnal nagy mozaikművész is volt. Mozaikművei megcsodálhatók egész Olaszországban és külföldön. Rómában, a San Leone il Magno templomban, a Szent Péter és Pálban, a római EUR negyedben, a skót kollégiumban, a kanadai nemzeti templomban, az Állami Monopóliumok Igazgatóságának korábbi központjában, a Szeplőtelen Mária Leányai Intézetében, a Via Cassián. És még: Velletri, Bari, Frascati, Teramo, Molfetta, Firenze, Chieti, Gaeta, Formia, Tarquinia, San Benedetto del Tronto és így tovább. Különösen figyelemre méltó az a hatalmas mozaik (182 m) 1980-ban, beépítve Montevergine (Avellino), és a 130 m²-es, 2000–2001-ben a San Francesco da Paolában (Cosenza). Fontos mozaikjai láthatók Caracasban, a Szent Pálban, Minnesota, a Lincoln (Nebraska), Dublinban és másutt.

### Könyvillusztrációi
Festett üvegablakai és mozaikjai mindenekelőtt szakrális nyelven szólnak, de nyilvánvalóan másodlagos tevékenységében mint könyvillusztrátornak, vannak szakrális és profánképeti is. 1969-ben pl. 120 illusztrációt készített Marcello Camilucci könyvéhez, a Sem angyal, sem fenevadhoz. 1971-ben 15 rajzot Cesare Basini: Impressioni Romane könyvébe. 1986-ban 32 temperaillusztrációt a Vercelli Szent Vilmos, Montevergine kolostora alapítójának életéről szóló, Giovanni Mongelli által kiadott Episodi della vita di San Guglielmo című könyvhöz, vagy 1989-ben Virgilio Noè bíboros egyik könyvének illusztrálására temperában 20 festményt készített. 2000-ben megjelent Fernando Rojo Martinez, az Isten varázsa című, Ágoston-rendi szentek és boldogok életéről szóló könyvét temperaillusztrációival tették közzé. Illusztrátorként újságoknak és magazinoknak is dolgozott. Többek között az Avvenire, Discussione, Fiera letteraria, L’Osservatore Romano, Solathia, Ecos számára. A legutóbbinak 1984-ben illusztrálta az I Racconti di Ecos című kötetét is. 1988-ban színes borítót és hat fekete-fehér táblaképet készített A jurta küszöbén című, Paolo Andreocci-könyvhöz. Számos metszetet alkotott Dante Alighieri Isteni színjátékához, Vergilius Bucolica avagy Eclogákjához, Trilussa Szonettekjéhez és Jonathan Swift: Gulliver utazásaihoz.

### Bélyegtervei
Hajnal számos bélyegsorozatot tervezett a Vatikáni Filatélia számára. Többek között: 1983-ban négyet a rendkívüli Szentévre; 1985-ben sorozatot Szent Cirill és Szent Metód emlékére; 1993-ban négyet a Nemzetközi Eucharisztikus Kongresszusra (Sevilla); 1994-ben négyet a Család Nemzetközi Évére és 1998-ban ötöt II. János Pál pápa utazásai alkalmából. A Cronaca Filatelica magazin 2006/1. számát Giovanni Hajnal filatéliai alkotásainak szentelte.

### Egyéb munkák
Magyarországon művei Budapesten, a Szépművészeti Múzeumban, a Kiscelli Múzeumban, valamint magángyűjteményekben lelhetők fel.

## Bibliográfia
- Ernesto Brivio, Le vetrate istoriate del Duomo di Milano: la fede narrata dall'arte della luce, Nuove Edizioni Duomo-Veneranda Fabbrica del Duomo, Milánó, 1980
- Paolo Andreocci, Hajnal, il vetratista, Ecos, 1981. június-július
- Claudia Zaccagnini, Giovanni Hajnal vetratista nella cattedrale di Velletri, Pacini Editore, Pisa, 2013
- Claudia Zaccagnini, La prima vetrata di Giovanni Hajnal nella chiesa di San Leone I sulla Via Prenestina, in Rivista di Studi Ungheresi, 12 (2013), 181-187. o.
- Claudia Zaccagnini, Aspetti iconografici classici e tardo-antichi nel linguaggio artistico di János Hajnal, in L'eredità classica nella cultura italiana e ungherese del Novecento dalle Avanguardie al Postmoderno, a cura di P. Sárközy, Rivista di Studi Ungheresi-Supplemento al n. 13/2014, Sapienza Università Editrice, Róma, 2015, 213-223. o.
- Claudia Zaccagnini, Il pane e il vino: aspetti narrativi e simbolici nell'arte sacra di Giovanni Hajnal, in Vetro e Alimentazione, XVIII Giornate Nazionali di Studio sul Vetro (Pavia, 16-17 maggio 2015), Atti a cura di S. Ciappi-M.G. Diani-M. Uboldi, Fantigrafica, Cremona,  2017, 259-267. o.

## Fordítás
Ez a szócikk részben vagy egészben  a   János Hajnal című olasz Wikipédia-szócikk ezen változatának fordításán alapul.  Az eredeti cikk szerkesztőit annak laptörténete sorolja fel. Ez a jelzés csupán a megfogalmazás eredetét és a szerzői jogokat jelzi, nem szolgál a cikkben szereplő információk forrásmegjelöléseként.